# Бона Мансио
 Тази статия е за римската пътна станция.  За острова в Антарктика вижте Бона Мансио (остров).  
Бона мансио (на латински: Bona mansio), известна още като Мансио Лиса (на латински: Mansio Lissae) е римска пътна станция. Разположена е на около 5 km от Ветрен и на около 100 m от пътя Ветрен-Бошуля в местността Асар дере, част от местността Градището.
Пътната станция носи името на тракийското селище Лиса, до което е изградена. Към началото на 4 век е преименувана на Бона мансио. Крепостта е с формата на неправилен четириъгълник. Стените са с дебелина 2 – 2,5 m, изградени от цепен камък, споен с бял хоросан. Крепостта е имала четири кръгли кули в ъглите и една квадратна с ширина и дължина по четири метра. Пътната станция е обслужвала минаващия южно от нея Диагонален път.
Като част от Османската империя крепостта Бона мансио, преименувана на Асар, е отделно административно селище. В географските карти е посочена с името Асарджик.
През ноември 1990 г. в близост до пътната станция е открита гранитна плоча с изчукан върху нея надпис на старогръцки език. Надписът върху нея представя статута на емпорион Пистирос, предложен и наложен от Котис I. Чрез него се представят факти около вътрешната организация на търговията и пътното дело. Особено място в текста се отделя на търговците от Маронея. При проучвателна дейност са открити фрагменти от строителна и битова керамика, както и речни и ломени камъни, част от тях имат следи от хоросан.